# Dieter Eckstein
Dieter Eckstein (ur. 12 marca 1964 w Kehl) – niemiecki piłkarz. Występował na pozycji napastnika.

## Kariera klubowa
Eckstein karierę rozpoczynał w wieku 6 lat w klubie Kehler FV. W 1984 roku trafił do juniorskiej ekipy 1. FC Nürnberg. W 1984 roku został włączony do jego pierwszej drużyny, grającej w 2. Bundeslidze. W sezonie 1984/1985 awansował z nim do Bundesligi. Zadebiutował w niej 10 sierpnia 1984 w przegranym 0:1 meczu z VfL Bochum. 17 sierpnia 1984 w zremisowanym 1:1 spotkaniu z Eintrachtem Frankfurt strzelił pierwszego gola w trakcie gry w Bundeslidze.
W listopadzie 1988 roku odszedł do innego pierwszoligowego zespołu – Eintrachtu Frankfurt. Pierwszy ligowy mecz zaliczył tam 16 listopada 1988 przeciwko Karlsruher SC (1:0). W styczniu 1991 roku powrócił do 1. FC Nürnberg. Tam grał przez kolejne dwa lata.
We wrześniu 1993 roku został graczem FC Schalke 04. Zadebiutował tam 8 września 1993 w bezbramkowo zremisowanym meczu z 1. FC Kaiserslautern. W ciągu dwóch lat w barwach Schalke zagrał 30 razy i zdobył 4 bramki.
W 1995 roku wyjechał do Anglii, gdzie podpisał kontrakt z West Ham United. W jego barwach nie zagrał jednak ani razu. Latem 1995 roku powrócił do Niemiec, a konkretnie do drugoligowego Waldhof Mannheim. Spędził tam jeden sezon. Później był zawodnikiem szwajcarskiego FC Winterthur, a także FC Augsburga, który był jego ostatnim profesjonalnym klubem w karierze. Potem przez siedem lat grał w kilku amatorskich klubach (SG Post/Süd Regensburg, SV Heidingsfeld, FC Erzberg-Wörnitz, FSV Weißenbrunn, DJK Adelsdorf oraz TSV Hainsfarth), a w 2006 roku zakończył karierę.
| Sezon   | Klub                | Kraj       | Rozgrywki        | Mecze | Bramki |
| ------- | ------------------- | ---------- | ---------------- | ----- | ------ |
| 1984/85 | 1. FC Nürnberg      | Niemcy     | 2. Bundesliga    | 37    | 13     |
| 1985/86 | 1. FC Nürnberg      | Niemcy     | Bundesliga       | 33    | 12     |
| 1986/87 | 1. FC Nürnberg      | Niemcy     | Bundesliga       | 25    | 10     |
| 1987/88 | 1. FC Nürnberg      | Niemcy     | Bundesliga       | 33    | 15     |
| 1988/89 | 1. FC Nürnberg      | Niemcy     | Bundesliga       | 7     | 1      |
| 1988/89 | Eintracht Frankfurt | Niemcy     | Bundesliga       | 25    | 6      |
| 1989/90 | Eintracht Frankfurt | Niemcy     | Bundesliga       | 28    | 7      |
| 1990/91 | Eintracht Frankfurt | Niemcy     | Bundesliga       | 17    | 1      |
| 1990/91 | 1. FC Nürnberg      | Niemcy     | Bundesliga       | 16    | 6      |
| 1991/92 | 1. FC Nürnberg      | Niemcy     | Bundesliga       | 36    | 12     |
| 1992/93 | 1. FC Nürnberg      | Niemcy     | Bundesliga       | 33    | 10     |
| 1993/94 | 1. FC Nürnberg      | Niemcy     | Bundesliga       | 6     | 0      |
| 1993/94 | FC Schalke 04       | Niemcy     | Bundesliga       | 21    | 4      |
| 1994/95 | FC Schalke 04       | Niemcy     | Bundesliga       | 9     | 0      |
| 1994/95 | West Ham United     | Anglia     | Premier League   | 0     | 0      |
| 1995/96 | Waldhof Mannheim    | Niemcy     | 2. Bundesliga    | 21    | 1      |
| 1996/97 | FC Winterthur       | Szwajcaria | Challenge League | ?     | ?      |
| 1996/97 | FC Augsburg         | Niemcy     | Regionalliga     | 17    | 5      |
| 1997/98 | FC Augsburg         | Niemcy     | Regionalliga     | 31    | 21     |

## Kariera reprezentacyjna
W reprezentacji Niemiec Eckstein zadebiutował 15 października 1986 w zremisowanym 2:2 meczu z Hiszpanią. W 1988 roku został powołany do kadry na Mistrzostwa Europy. Zagrał na nich w zremisowanym 1:1 spotkaniu fazy grupowej z Włochami. Na tamtych ME Niemcy dotarły do półfinału. W drużynie narodowej w latach 1986–1988 Eckstein rozegrał 7 spotkań.